# Prowincje Hiszpanii

Podział Hiszpanii na prowincje

Prowincja (hiszp. provincia) jest w Hiszpanii podstawową jednostką podziału administracyjnego wyższego rzędu. Liczba prowincji wynosi obecnie 50.
Prowincje są jednocześnie okręgami wyborczymi i strefami numeracyjnymi, a przypisany im numer jest częścią kodu pocztowego. Mają też charakter odniesień geograficznych.
Prowincje łączą się w związki zwane wspólnotami autonomicznymi. Przy tym 7 wspólnot autonomicznych składa się z jednej tylko prowincji: Asturia, Baleary, Kantabria, La Rioja, Madryt, Murcja i Nawarra.
Większość prowincji nosi taką samą nazwę, jak ich stolica. Wyjątkami są: Álava/Araba, Asturia, Biskaja, Kantabria, Guipúzcoa, Baleary, La Rioja i Nawarra. Dodatkowo, dwa miasta będące stolicami wspólnot autonomicznych nie są stolicami prowincji: Mérida w Estremadurze i Santiago de Compostela w Galicji.

## Lista prowincji
| Prowincja              | Stolica                    | Wspólnota autonomiczna | Listy gmin |
| ---------------------- | -------------------------- | ---------------------- | ---------- |
| A Coruña               | A Coruña                   | Galicja                | lista      |
| Álava/Araba            | Vitoria                    | Kraj Basków            | lista      |
| Albacete               | Albacete                   | Kastylia-La Mancha     | lista      |
| Alicante               | Alicante                   | Walencja               | lista      |
| Almería                | Almería                    | Andaluzja              | lista      |
| Asturia                | Oviedo                     | Asturia                | lista      |
| Ávila                  | Ávila                      | Kastylia i León        | lista      |
| Badajoz                | Badajoz                    | Estremadura            | lista      |
| Baleary                | Palma de Mallorca          | Baleary                | lista      |
| Barcelona              | Barcelona                  | Katalonia              | lista      |
| Biskaja                | Bilbao                     | Kraj Basków            | lista      |
| Burgos                 | Burgos                     | Kastylia i León        | lista      |
| Cáceres                | Cáceres                    | Estremadura            | lista      |
| Castellón              | Castellón de la Plana      | Walencja               | lista      |
| Ciudad Real            | Ciudad Real                | Kastylia-La Mancha     | lista      |
| Cuenca                 | Cuenca                     | Kastylia-La Mancha     | lista      |
| Girona                 | Girona                     | Katalonia              | lista      |
| Grenada                | Grenada                    | Andaluzja              | lista      |
| Guadalajara            | Guadalajara                | Kastylia-La Mancha     | lista      |
| Guipúzcoa              | San Sebastián              | Kraj Basków            | lista      |
| Huelva                 | Huelva                     | Andaluzja              | lista      |
| Huesca                 | Huesca                     | Aragonia               | lista      |
| Jaén                   | Jaén                       | Andaluzja              | lista      |
| Kadyks                 | Kadyks                     | Andaluzja              | lista      |
| Kantabria              | Santander                  | Kantabria              | lista      |
| Kordoba                | Kordoba                    | Andaluzja              | lista      |
| La Rioja               | Logroño                    | La Rioja               | lista      |
| León                   | León                       | Kastylia i León        | lista      |
| Lleida                 | Lleida                     | Katalonia              | lista      |
| Lugo                   | Lugo                       | Galicja                | lista      |
| Madryt                 | Madryt                     | Madryt                 | lista      |
| Malaga                 | Malaga                     | Andaluzja              | lista      |
| Murcja                 | Murcja                     | Murcja                 | lista      |
| Nawarra                | Pampeluna                  | Nawarra                | lista      |
| Ourense                | Ourense                    | Galicja                | lista      |
| Palencia               | Palencia                   | Kastylia i León        | lista      |
| Las Palmas             | Las Palmas de Gran Canaria | Wyspy Kanaryjskie      | lista      |
| Pontevedra             | Pontevedra                 | Galicja                | lista      |
| Salamanka              | Salamanka                  | Kastylia i León        | lista      |
| Santa Cruz de Tenerife | Santa Cruz de Tenerife     | Wyspy Kanaryjskie      | lista      |
| Saragossa              | Saragossa                  | Aragonia               | lista      |
| Segowia                | Segowia                    | Kastylia i León        | lista      |
| Sewilla                | Sewilla                    | Andaluzja              | lista      |
| Soria                  | Soria                      | Kastylia i León        | lista      |
| Tarragona              | Tarragona                  | Katalonia              | lista      |
| Teruel                 | Teruel                     | Aragonia               | lista      |
| Toledo                 | Toledo                     | Kastylia-La Mancha     | lista      |
| Walencja               | Walencja                   | Walencja               | lista      |
| Valladolid             | Valladolid                 | Kastylia i León        | lista      |
| Zamora                 | Zamora                     | Kastylia i León        | lista      |